# Centrum pro studium demokracie a kultury
Centrum pro studium demokracie a kultury (deutsch Zentrum für das Studium der Demokratie und Kultur), abgekürzt CDK, ist eine tschechische unabhängige Organisation. CDK wurde im August 1993 in Brünn  als ein Bildungs- und Kulturverein, der zur Entwicklung der demokratischen politischen Kultur beitragen soll, gegründet.

## Aufgaben und Standpunkte
Inhaltlich knüpft die Tätigkeit des Zentrums an ähnlich gelagerte Initiativen aus der Zeit vor dem gesellschaftlichen Umbruch von 1989 an. Dem eigenen Selbstverständnis nach vertritt die Organisation konservativ-liberale Positionen. Sie setzt sich für die Nachhaltigkeit der christlichen Werte und für die Verständigung zwischen Kultur und Politik ein. Die christliche Tradition gehöre zu den Grundpfeilern der europäischen Zivilisation, wobei die CDK offene, ökumenische Herangehensweise vorziehe.

## Struktur
Das Centrum wird geleitet durch einen vierköpfigen Rat, dessen Beschlüsse vom Exekutivdirektor umgesetzt werden. Das Centrum besteht organisatorisch aus folgenden Teilbereichen:
- Institut pro politiku a kulturu (IPK) (deutsch: Institut für Politik und Kultur), das sich mit den folgenden Themenbereichen beschäftigt: Transformation des Demokratisierungsprozesses, Monitoring der Legislative der Europäischen Union (seit 2004 monatliche Berichte[2]), sowie Forschungsprojekte, Seminare und Konferenzen zum Thema; das Institut gibt die Internetzeitschrift Revue Politika heraus
- Institut křesťanských studií (IKS) (deutsch: Institut für christliche Studien), das sich folgende Aufgaben stellt: Einflussnahme auf das Geschichtsstudium an der  Masaryk-Universität in Brünn, Forschungsprojekte und Seminare, die Herausgabe der Zeitschrift Církevní dějiny (Kirchengeschichte)
- Verlag, der die publizistische Tätigkeit beider Institute des Centrums koordiniert und durchführt.

## Publizistische Tätigkeit
Neben typographischen Arbeiten und der Herausgabe der Zeitschriften Kontexty ist der vereinseigene Verlag vor allem für die Buchreihen des Zentrums verantwortlich. Die publizistische Tätigkeit des Zentrum umfasst sowohl eigene Studien und im Auftrag erstellte Bücher wie auch zahlreiche Übersetzungen. Insgesamt wurden bisher über 350 Bücher herausgebracht, die in etwa 24 Editionsreihen aufgeteilt sind.